# Pavel Viktorovics Pogrebnyak
Pavel Viktorovics Pogrebnyak (oroszul Павел Викторович Погребняк; Moszkva, 1983. november 8. –) orosz profi labdarúgó. A Tom Tomszk színeiben mutatkozott be az orosz válogatottban, jelenleg a Gyinamo Moszkva játékosa.

## Pályafutása
Pavel 6 évesen kezdett el futballozni a Szpartak Moszkva akadémiáján. 2001-ben debütálhatott a felnőttcsapatban, majd egy évvel később a kezdőcsapat tagja lett. 2001 és 2003 között 8 gólt lőtt a moszkvai csapat színeiben.
2003-ban megvásárolta őt a Baltyika Kalinyingrad csapata, ahol 40 mérkőzésen 15-ször tudta bevenni ellenfelei hálóját, így rögtön visszavásárolta korábbi klubja, a Szpartak Moszkva. Moszkvában nem nagyon ment Pavelnek a játék, 16 mérkőzésen mindössze 2 találatot jegyzett. Pogrebnyakot ezután a Himki, majd a Sinnyik Jaroszlavl is soraiban tudhatta, de az áttörést a Tom Tomszk gárdájával érte el, ahol 26 mérkőzésen 13 gólig jutott, egy csapásra közönségkedvenc lett a tomszki csapatnál.

## Zenyit
Pavel 2006-ban bemutatkozhatott az orosz nemzeti tizenegyben, de nem csak a válogatott szakemberei figyeltek fel tehetségére, hanem a Zenyit játékosmegfigyelői is. 2006-ban Pogrebnyak tehát a szentpétervári csapathoz került. Pogrebnyak első évében bajnok lett a Zenyittel, majd az Orosz Kupát az ő góljával nyerték meg 2-1-re. A 2007–2008-as UEFA-kupa-sorozatban Luca Tonival holtversenyben gólkirály lett a döntőig masírozó Zenyit színeiben, de sárga lapok miatt nem játszhatott a döntőben. Csapata nélküle is 2-0-ra verte a skót Rangerst.
2008-ban a Manchester United elleni UEFA-Szuperkupa döntőben lőtt gólt, ezzel csapata 2-1-re győzött.
2009 januárjában több angol élvonalbeli klub is érdeklődött utána, azonban egyik csapattal sem sikerült megállapodnia, viszont nyáron már nem maradt el a klubváltás, Pavel a német élvonalbeli VfB Stuttgart csapatához igazolt.

### A válogatottban
2006. augusztus 16-án mutatkozott be az Orosz labdarúgó-válogatott mezében Lettország ellen. A mérkőzésen Pogrebnyak gólt szerzett. Pavel tagja volt a 2008-as Európa-bajnokságra készülő orosz válogatott keretének, azonban egy Szerbia elleni barátságos mérkőzésen térdsérülést szenvedett, így ki kellett hagynia a tornát.
| #  | Dátum                | Helyszín      | Ellenfél   | Gólarány | Eredmény | Rendezvény          |
| -- | -------------------- | ------------- | ---------- | -------- | -------- | ------------------- |
| 1. | 2006. augusztus 16.  | Moszkva       | Lettország | 1–0      | Győzelem | Barátságos mérkőzés |
| 2. | 2006. október 11.    | Szentpétervár | Észtország | 1–0      | Győzelem | Eb-selejtező        |
| 3. | 2008. május 23.      | Moszkva       | Kazahsztán | 6–0      | Győzelem | Barátságos mérkőzés |
| 4. | 2008. május 28.      | Burghausen    | Szerbia    | 2–1      | Győzelem | Barátságos mérkőzés |
| 5. | 2008. szeptember 10. | Moszkva       | Wales      | 2–1      | Győzelem | Vb-selejtező        |

## Magánélete
Pogrebnyak házas, feleségétől Maria Pogrebnyaktól egy fia született, Artem.